# Jan Jerzy Saltzmann
Jan Jerzy Saltzmann (także: Johann Georg Nicolaus Saltzmann, również Salzmann, ur. 1764, zm. 1831 w Oliwie) – gdański ogrodnik.

## Życiorys

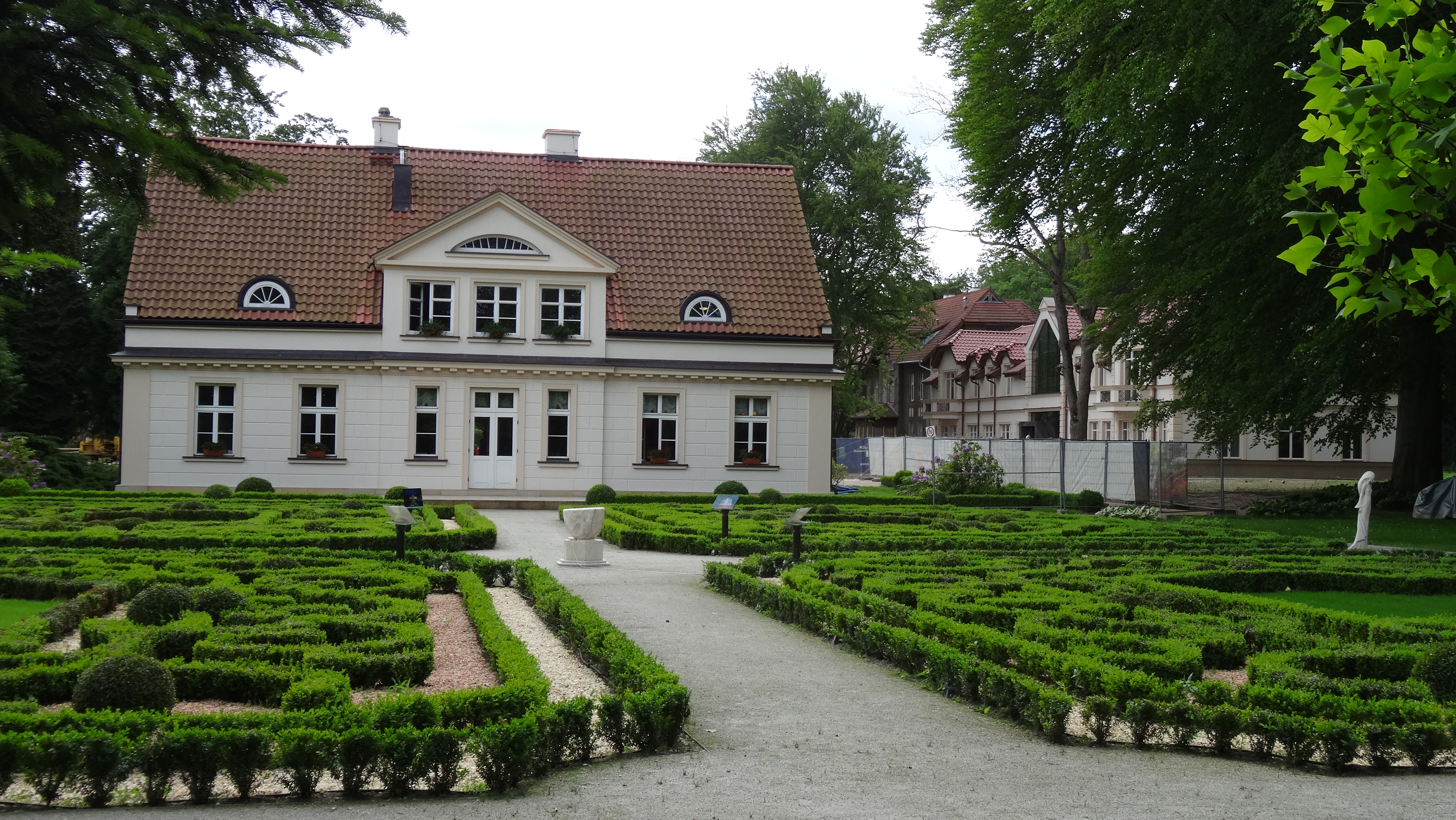
Dworek Saltzmanna, Gdańsk Oliwa, ul. Opacka

Urodził się w znanej rodzinie pruskich ogrodników dworskich, jeden z czternaściorga dzieci Joachima Saltzmanna królewskiego ogrodnika i twórcy ogrodu w podberlińskim Charlottenburgu. Został sprowadzony do Gdańska przez kuzyna pruskiego króla, opata oliwskiego Karola księcia von Hohenzollern-Hechingen. W latach 1782–1783 przebudował ogród, założony w stylu barokowym przez opata Jacka Józefa Rybińskiego i urządził go w stylu ogrodów angielsko-chińskich. Zostały usypane sztuczne pagórki i stworzone malownicze dolinki, a stawom nadano nieregularnę linię brzegową, nawiązując w stylu do naturalnych ogrodów krajobrazowych. W 1793 został mianowany królewskim inspektorem tego ogrodu. Rok później powiększył jego powierzchnię o teren stoków wzgórza Pachołek (ówczesne Wzgórze Karola, Kahlsberg), na którym w 1798 wybudował drewniany pawilon widokowy.
Był autorem projektów innych ogrodów, jak np. znajdującego się przy Hintergasse 1 (ul. Sadowa) obok siedziby wolnomularskiej loży Eugenia, której był członkiem (1806). Przebudował też w 1810 zniszczone przez Prusaków w czasie napoleońskiego oblężenia Gdańska w 1807 założenie ogrodowe Błędnik (Irrgarten) z 1708. W latach 1829–1830 był jednym z projektantów lasku w Człuchowie. Mieszkał w przebudowanym przez siebie dworku na terenie folwarku opackiego (obecnie tzw. Dworek Saltzmanna, ul. Opacka 12), który w 1793 przyjął w dziedziczną dzierżawę. Zmarł w 1831, najprawdopodobniej wskutek epidemii. Jego imię (Saltzmannstraße) nosiła do 1945 obecna ul. Opacka w Gdańsku-Oliwie.